# Стружка (гірництво)
Стружка у гірництві — 

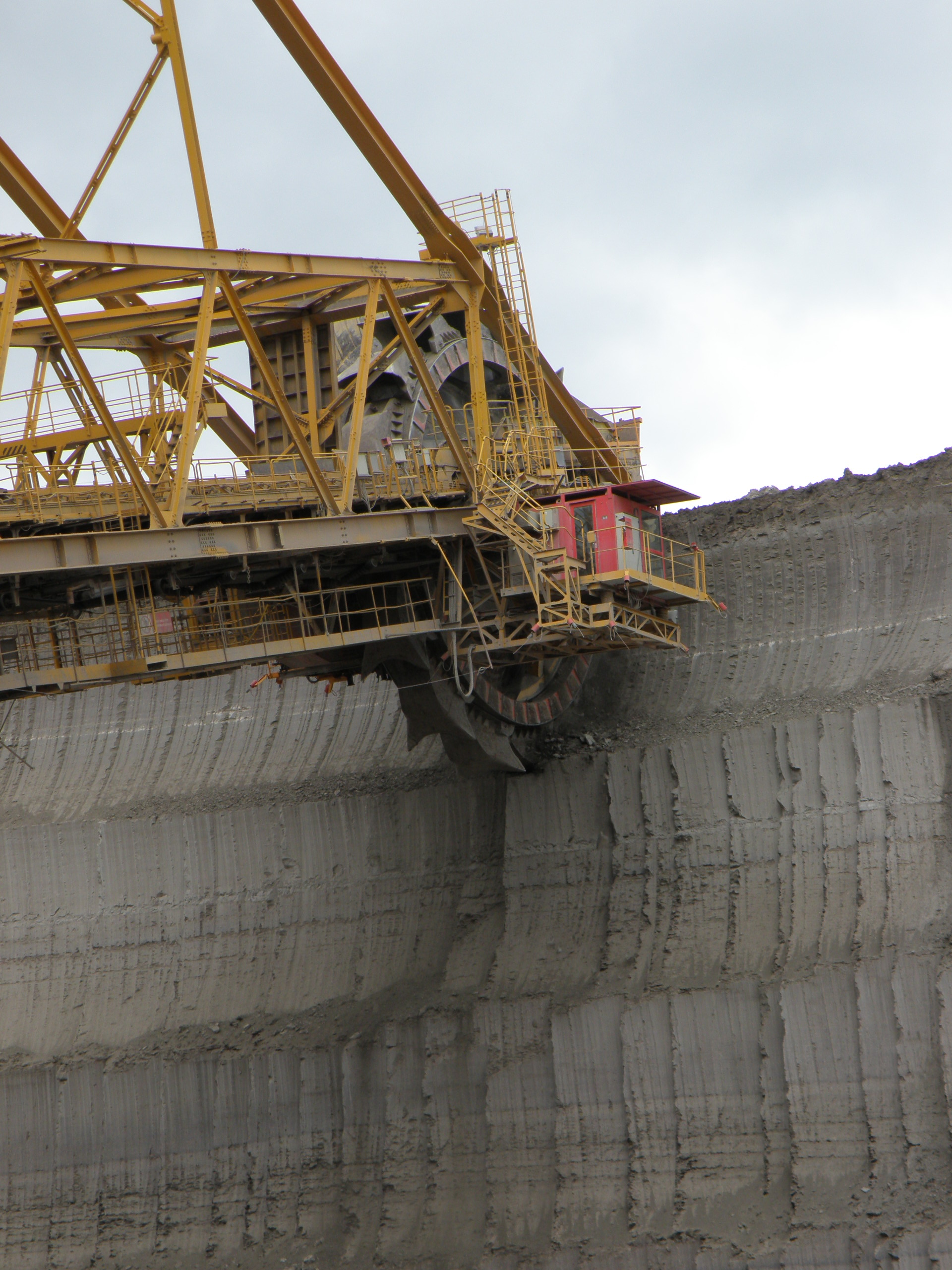
Горизонтальна стружка роторного екскаватора.

- 1) Частина шару гірської породи, що відокремлюється за один цикл роботи виймальної машини, як правило, екскаватора циклічної дії, скрепера, струга за одне черпання або за один прохід робочого органу машини безупинної дії. Параметрами стружки є товщина, ширина й висота (чи довжина), які підбираються так, щоб їх добуток з урахуванням коефіцієнта розпушення відповідав місткості ковша.
- 2) Елемент шару гірської породи, що відділяється від масиву при русі різця (при різанні) чи іншого породоруйнуючого інструмента. Відстань між сусідніми поверхнями руйнування у напрямку подачі інструмента на вибій називається товщиною стружки (іноді — товщиною зрізу).

При виїмці роторним екскаватором розрізняють:
- Стружку вертикальну — стружка, що відокремлюється ковшем роторного екскаватора при переміщенні по укосу уступу знизу дороги.
- Стружку горизонтальну — стружка, що відокремлювана ковшем роторного екскаватора при переміщенні поперек укосу уступу.
- Стружку серпоподібну — стружка перемінної товщини, що утвориться при роботі одноківшевого чи роторного екскаватора з невисувною стрілою.